# Radio Malish
Radio Malish var en radiostation som sände program för FN-soldater i syfte att dels informera om dagsaktuella händelser men även för att soldaterna skulle kunna hålla kontakten med Sverige. Länge bistod Sveriges Radio med hjälp i form av teknik och utsändningar, då främst nyheter och liknande. Detta stöd avklingade dock och upphörde helt under slutet av 1980-talet[källa behövs].

## Historik

### Mellanöstern
Radio Malish startade sina sändningar i Mellanöstern, mellan Egypten och
Israel i Sinai. Här fick Radio Malish även en systerstation, p.g.a. att Malish hade kort räckvidd, Radio Scorpio. Den slogan som användes var "RÖSTEN I ÖKNEN 96,5"

### I Libanon
Efter att några sjukhusbataljoner avverkat sin tid i Libanon sattes Radio Malish igång. En del utrustning var från tiden i Mellanöstern och en del var skänkt av Sveriges Radio. Den slogan som användes under tiden i Libanon var "THE SWEDISH VOICE IN THE MIDDLE EAST 104,5"